# Tam quốc diễn nghĩa (trò chơi điện tử)
Tam Quốc: Long Mệnh (tiếng Anh: Three Kingdoms: Fate of the Dragon) là trò chơi máy tính thuộc thể loại chiến lược thời gian thực lịch sử dựa trên câu truyện lịch sử Tam quốc diễn nghĩa được hãng Object phát triển và Eidos Interactive phát hành năm 2001.

## Lối chơi

Một cảnh trong trò chơi

Lối chơi của game cùng dạng với Age of Empires của hãng Ensemble Studios. Câu chuyện đưa người chơi trở về năm 184, ở thời Trung Quốc cổ đại, nơi mà những trận hỗn chiến được tái lập. Trong vai một trong ba vị vua là Lưu Bị của nước Thục, Tào Tháo của nước Ngụy, và Tôn Quyền của nước Ngô, người chơi phải xây dựng bộ máy nhà nước, phát triển công nghệ chiến tranh và thành lập các đạo quân để chinh phục các sứ quân khác, kiểm soát hoàn toàn cục diện tam quốc và thống nhất Trung Hoa.
Trong khi chơi, người điều khiển đóng vai trò là người lãnh đạo tối cao của một trong ba quốc gia và chỉ huy các bộ phận của vương quốc bằng cách chỉ đến các khu vực trên bản đồ để ra lệnh cho các nhân vật, quân lính, dân cư, v.v.. thực hiện nhiệm vụ.

## Phần tiếp theo
Dragon Throne: Battle of Red Cliffs (viết tắt DT) (tạm dịch Tam Quốc Long Vị: Trận Xích Bích) là phiên bản độc lập tiếp theo do hãng Object phát triển và Strategy First phát hành vào ngày 26 tháng 3 năm 2002.
Phần chơi chiến dịch mới trong phiên bản này chủ yếu tập trung về Trận Xích Bích khá nổi tiếng với lối chơi giống y như các trò dàn trận khác tức là cũng lấy nông dân thu thập tài nguyên, xây dựng nhà cửa, tạo lính, nâng cấp công nghệ rồi cuối cùng dẫn quân đánh bại và tiêu diệt đối phương.
Nguồn tài nguyên khá quen thuộc bao gồm gỗ, thịt, ngũ cốc, sắt, rượu và gốm. Về mặt chiến lược thì game chia thành hai kiểu bản đồ nhỏ riêng rẽ năm dưới góc màn hình, một dành cho khu vực chơi hiện tại và một dành cho bản đồ toàn cục. Về mặt chiến thuật game không có sự đổi mới nào mà vẫn chỉ lấy kiểu ỷ đông hiếp yếu hay lấy thịt đè người làm chính, ai nhiều quân hơn thì người đó thắng.
Về chủng loại quân thì có bổ sung thêm những đơn vị quân, công trình và công nghệ mới cùng những chiêu thức mới của tướng lĩnh góp phần làm đa dạng hóa quân đội của người chơi. Ngoài những yếu tố mới này ra thì hầu hết các phần còn lại vẫn y như phiên bản cũ.